# Rondeletia dolphinensis
Rondeletia dolphinensis är en måreväxtart som beskrevs av George Richardson Proctor. Rondeletia dolphinensis ingår i släktet Rondeletia och familjen måreväxter. Inga underarter finns listade i Catalogue of Life.